# Hypnum gebhardii
Hypnum gebhardii là một loài Rêu trong họ Hypnaceae. Loài này được Spreng. mô tả khoa học đầu tiên năm 1807.